# Coupe d'Europe féminine des clubs champions de hockey sur glace 2008-2009
Navigation
Édition 2007-2008 Édition 2009-2010
La saison 2008-2009 est la 5e édition de la Coupe d'Europe féminine des clubs champions de hockey sur glace.
Le SKIF Nijni-Novgorod  remporte le titre en finissant premier de la Super Finale.

## Premier tour
Le premier de chaque groupe se qualifie pour le deuxième tour.

### Groupe A
Le groupe A s'est déroulé du 24 au 26 octobre 2008 à Slaný (République tchèque).
| Pl. | Équipe                    | PJ | V | VP | DP | D | Pts | BP | BC | +/- |
| --- | ------------------------- | -- | - | -- | -- | - | --- | -- | -- | --- |
| 1   | HC Slavia Prague          | 3  | 3 | 0  | 0  | 0 | 9   | 71 | 0  | +71 |
| 2   | HDK Terme Maribor         | 3  | 2 | 0  | 0  | 1 | 6   | 23 | 9  | +14 |
| 3   | Polis Akademisi ve Koleji | 3  | 1 | 0  | 0  | 2 | 3   | 5  | 43 | -38 |
| 4   | Ferencváros TC            | 3  | 0 | 0  | 0  | 3 | 0   | 0  | 47 | -47 |

| 24 octobre 2008 | Ferencváros TC            | 0-5 (0-2; 0-1; 0-2)     | Polis Akademisi ve Koleji | Víceúcelová sportovní hala, Slaný |
| 24 octobre 2008 | HC Slavia Prague          | 9-0 (0-0; 6-0; 3-0)     | HDK Terme Maribor         | Víceúcelová sportovní hala, Slaný |
| 25 octobre 2008 | HDK Terme Maribor         | 7-0 (4-0; 1-0; 2-0)     | Polis Akademisi ve Koleji | Víceúcelová sportovní hala, Slaný |
| 25 octobre 2008 | Ferencváros TC            | 0-26 (0-6; 0-12; 0-8)   | HC Slavia Prague          | Víceúcelová sportovní hala, Slaný |
| 26 octobre 2008 | Polis Akademisi ve Koleji | 0-36 (0-15; 0-11; 0-10) | HC Slavia Prague          | Víceúcelová sportovní hala, Slaný |
| 26 octobre 2008 | HDK Terme Maribor         | 16-0 (6-0; 3-0; 7-0)    | Ferencváros TC            | Víceúcelová sportovní hala, Slaný |

### Groupe B
Le groupe B s'est déroulé du 31 octobre au 2 novembre 2008 à Alleghe (Italie).
| Pl. | Équipe                         | PJ | V | VP | DP | D | Pts | BP | BC | +/- |
| --- | ------------------------------ | -- | - | -- | -- | - | --- | -- | -- | --- |
| 1   | ESC Planegg                    | 3  | 3 | 0  | 0  | 0 | 9   | 28 | 4  | +24 |
| 2   | SG Sabres/Flyers United Vienne | 3  | 2 | 0  | 0  | 1 | 6   | 15 | 7  | +8  |
| 3   | Agordo Hockey                  | 3  | 1 | 0  | 0  | 2 | 3   | 14 | 23 | -9  |
| 4   | KHL Grič                       | 3  | 0 | 0  | 0  | 3 | 0   | 3  | 26 | -23 |

| 31 octobre 2008   | Sabres/Flyers United | 1-2 (0-0; 1-2; 0-0)  | ESC Planegg          | Stadio Alvise De Toni, Alleghe |
| 31 octobre 2008   | Agordo Hockey        | 8-1 (4-0; 1-1; 3-0)  | KHL Grič             | Stadio Alvise De Toni, Alleghe |
| 1er novembre 2008 | KHL Grič             | 2-7 (0-3; 1-1; 1-3)  | Sabres/Flyers United | Stadio Alvise De Toni, Alleghe |
| 1er novembre 2008 | Agordo Hockey        | 3-15 (0-5; 2-5; 1-5) | ESC Planegg          | Stadio Alvise De Toni, Alleghe |
| 2 novembre 2008   | ESC Planegg          | 11-0 (3-0; 3-0; 5-0) | KHL Grič             | Stadio Alvise De Toni, Alleghe |
| 2 novembre 2008   | Sabres/Flyers United | 7-3 (2-0; 1-1; 4-2)  | Agordo Hockey        | Stadio Alvise De Toni, Alleghe |

### Groupe C
Le groupe C s'est déroulé du 31 octobre au 2 novembre 2008 à Tukums (Lettonie).
| Pl. | Équipe             | PJ | V | VP | DP | D | Pts | BP | BC | +/- |
| --- | ------------------ | -- | - | -- | -- | - | --- | -- | -- | --- |
| 1   | Herlev Hornets     | 3  | 3 | 0  | 0  | 0 | 9   | 16 | 7  | +9  |
| 2   | SHK Laima          | 3  | 1 | 0  | 1  | 1 | 4   | 8  | 9  | -1  |
| 3   | Vålerenga Ishockey | 3  | 1 | 0  | 0  | 2 | 3   | 7  | 11 | -4  |
| 4   | Phantoms de Slough | 3  | 0 | 1  | 0  | 2 | 2   | 12 | 16 | -4  |

| 31 octobre 2008   | Vålerenga Ishockey | 4-3 (0-2; 4-0; 0-1)               | Phantoms de Slough | TUKO Center, Tukums |
| 31 octobre 2008   | Herlev Hornets     | 3-1 (2-1; 1-0; 0-0)               | SHK Laima          | TUKO Center, Tukums |
| 1er novembre 2008 | SHK Laima          | 4-5 tab (1-3; 2-1; 1-0; 0-0; 0-1) | Phantoms de Slough | TUKO Center, Tukums |
| 1er novembre 2008 | Vålerenga Ishockey | 2-5 (1-2; 1-0; 0-3)               | Herlev Hornets     | TUKO Center, Tukums |
| 2 novembre 2008   | SHK Laima          | 3-1 (2-0; 1-0; 0-1)               | Vålerenga Ishockey | TUKO Center, Tukums |
| 2 novembre 2008   | Phantoms de Slough | 4-8 (4-2; 0-2; 0-4)               | Herlev Hornets     | TUKO Center, Tukums |

### Groupe D
Le groupe D s'est déroulé du 31 octobre au 2 novembre 2008 à Nijni Novgorod (Russie).
| Pl. | Équipe              | PJ | V | VP | DP | D | Pts | BP | BC | +/- |
| --- | ------------------- | -- | - | -- | -- | - | --- | -- | -- | --- |
| 1   | SKIF Nijni-Novgorod | 2  | 2 | 0  | 0  | 0 | 6   | 34 | 0  | +34 |
| 2   | HC Cergy-Pontoise   | 2  | 1 | 0  | 0  | 1 | 3   | 13 | 10 | +3  |
| 3   | SC Miercurea-Ciuc   | 2  | 0 | 0  | 0  | 2 | 0   | 0  | 37 | -37 |

| 31 octobre 2008   | SKIF Nijni-Novgorod | 10-0 (4-0; 4-0; 2-0)   | HC Cergy-Pontoise   | Trade Union Ice Palace, Nijni-Novgorod |
| 1er novembre 2008 | HC Cergy-Pontoise   | 13-0 (3-0; 3-0; 7-0)   | SC Miercurea-Ciuc   | Trade Union Ice Palace, Nijni-Novgorod |
| 2 novembre 2008   | SC Miercurea-Ciuc   | 0-24 (0-10; 0-10; 0-4) | SKIF Nijni-Novgorod | Trade Union Ice Palace, Nijni-Novgorod |

## Deuxième tour
Les deux premiers de chaque groupe se qualifient pour la Super Finale.

### Groupe E
Le groupe E s'est déroulé du 5 au 7 décembre 2008 à Kralupy nad Vltavou (République tchèque).
| Pl. | Équipe           | PJ | V | VP | DP | D | Pts | BP | BC | +/- |
| --- | ---------------- | -- | - | -- | -- | - | --- | -- | -- | --- |
| 1   | Espoo Blues      | 3  | 3 | 0  | 0  | 0 | 9   | 20 | 1  | +19 |
| 2   | Aisulu Almaty    | 3  | 2 | 0  | 0  | 1 | 6   | 14 | 8  | +6  |
| 3   | HC Slavia Prague | 3  | 1 | 0  | 0  | 2 | 3   | 13 | 6  | +7  |
| 4   | Herlev Hornets   | 3  | 0 | 0  | 0  | 3 | 0   | 2  | 34 | -32 |

| 5 décembre 2008 | Aisulu Almaty    | 10-2 (3-0; 3-2; 4-0) | Herlev Hornets   | Zimní stadión, Kralupy nad Vltavou |
| 5 décembre 2008 | HC Slavia Prague | 1-2 (0-1; 0-0; 1-1)  | Espoo Blues      | Zimní stadión, Kralupy nad Vltavou |
| 6 décembre 2008 | Herlev Hornets   | 0-14 (0-3; 0-3; 0-8) | Espoo Blues      | Zimní stadión, Kralupy nad Vltavou |
| 6 décembre 2008 | Aisulu Almaty    | 4-2 (1-1; 2-0; 1-1)  | HC Slavia Prague | Zimní stadión, Kralupy nad Vltavou |
| 7 décembre 2008 | HC Slavia Prague | 10-0 (3-0; 2-0; 5-0) | Herlev Hornets   | Zimní stadión, Kralupy nad Vltavou |
| 7 décembre 2008 | Espoo Blues      | 4-0 (1-0; 0-0; 3-0)  | Aisulu Almaty    | Zimní stadión, Kralupy nad Vltavou |

### Groupe F
Le groupe F s'est déroulé du 5 au 7 décembre 2008 à Segeltorp (Suède).
| Pl. | Équipe              | PJ | V | VP | DP | D | Pts | BP | BC | +/- |
| --- | ------------------- | -- | - | -- | -- | - | --- | -- | -- | --- |
| 1   | SKIF Nijni-Novgorod | 3  | 3 | 0  | 0  | 0 | 9   | 18 | 2  | +16 |
| 2   | Segeltorps IF       | 3  | 2 | 0  | 0  | 1 | 6   | 10 | 10 | 0   |
| 3   | DHC Langenthal      | 3  | 1 | 0  | 0  | 2 | 3   | 7  | 11 | -4  |
| 4   | ESC Planegg         | 3  | 0 | 0  | 0  | 3 | 0   | 7  | 19 | -12 |

| 5 décembre 2008 | SKIF Nijni-Novgorod | 5-0 (0-0; 3-0; 2-0) | DHC Langenthal      | Ishallen, Segeltorp |
| 5 décembre 2008 | Segeltorps IF       | 6-3 (0-0; 5-2; 1-1) | ESC Planegg         | Ishallen, Segeltorp |
| 6 décembre 2008 | DHC Langenthal      | 2-3 (0-0; 1-1; 1-2) | Segeltorps IF       | Ishallen, Segeltorp |
| 6 décembre 2008 | ESC Planegg         | 1-8 (1-2; 0-3; 0-3) | SKIF Nijni-Novgorod | Ishallen, Segeltorp |
| 7 décembre 2008 | DHC Langenthal      | 5-3 (0-0; 2-2; 3-1) | ESC Planegg         | Ishallen, Segeltorp |
| 7 décembre 2008 | Segeltorps IF       | 1-5 (0-3; 1-1; 0-1) | SKIF Nijni-Novgorod | Ishallen, Segeltorp |

## Super Finale
La Super Finale s'est déroulé du 30 janvier au 1er février 2009 à Lohja (Finlande).
| Pl. | Équipe              | PJ | V | VP | DP | D | Pts | BP | BC | +/- |
| --- | ------------------- | -- | - | -- | -- | - | --- | -- | -- | --- |
| 1   | SKIF Nijni-Novgorod | 3  | 3 | 0  | 0  | 0 | 9   | 11 | 4  | +7  |
| 2   | Segeltorps IF       | 3  | 2 | 0  | 0  | 1 | 6   | 11 | 4  | +7  |
| 3   | Espoo Blues         | 3  | 1 | 0  | 0  | 2 | 3   | 6  | 11 | -5  |
| 4   | Aisulu Almaty       | 3  | 0 | 0  | 0  | 3 | 0   | 4  | 13 | -9  |

| 30 janvier 2009  | SKIF Nijni-Novgorod | 3-1 (1-1; 1-0; 1-0) | Segeltorps IF       | Kisakallio Arena, Lohja Affluence : 88  |
| 30 janvier 2009  | Aisulu Almaty       | 2-4 (1-2; 1-2; 0-0) | Espoo Blues         | Kisakallio Arena, Lohja Affluence : 101 |
| 31 janvier 2009  | SKIF Nijni-Novgorod | 6-2 (1-0; 2-1; 3-1) | Aisulu Almaty       | Kisakallio Arena, Lohja Affluence : 90  |
| 31 janvier 2009  | Espoo Blues         | 1-7 (0-2; 0-3; 1-2) | Segeltorps IF       | Kisakallio Arena, Lohja Affluence : 219 |
| 1er février 2009 | Segeltorps IF       | 3-0 (2-0; 0-0; 1-0) | Aisulu Almaty       | Kisakallio Arena, Lohja Affluence : 93  |
| 1er février 2009 | Espoo Blues         | 1-2 (0-1; 0-1; 1-0) | SKIF Nijni-Novgorod | Kisakallio Arena, Lohja Affluence : 216 |

### Meilleures joueuses
| Récompense           | Joueuse          | Équipe              |
| -------------------- | ---------------- | ------------------- |
| Meilleure gardienne  | Alexandra Kyobe  | Segeltorps IF       |
| Meilleure défenseure | Jenni Hiirikoski | SKIF Nijni-Novgorod |
| Meilleure attaquante | Erika Holst      | Segeltorps IF       |

### Effectif vainqueur
| Vainqueur de la Coupe d'Europe féminine des clubs champions SKIF Nijni-Novgorod | Gardiennes de but : Nadejda Alexandrova, Alena Kropatcheva Défenseures : Alena Khomitch, Jenni Hiirikoski, Aleksandra Kapoustina, Kati Kovalainen, Victoria Samarina, Anna Chtchoukina, Larissa Teplygina Attaquantes : Ioulia Deoulina, Ielena Gouslistaïa, Karoliina Rantamäki, Olga Semenets, Ielena Silina, Olga Sossina, Tatiana Sotnikova, Svetlana Terentyeva, Svetlana Tkatschova, Oksana Tretyakova, Marjo Voutilainen Entraîneur : Ievgueni Bobariko |